# Kernkraftwerk Mülheim-Kärlich
Das Kernkraftwerk Mülheim-Kärlich (Kürzel: KMK) am linken Rheinufer nordwestlich von Koblenz war das einzige Kernkraftwerk in Rheinland-Pfalz. Am 1. März 1986 wurde es in Betrieb genommen. Wegen eines fehlerhaften Baugenehmigungsverfahrens musste es schon 30 Monate nach der Erstkritikalität am 9. September 1988 wieder vom Netz gehen. Der Druckwasserreaktor der dritten Generation hatte eine elektrische Bruttoleistung von 1.302 Megawatt. Der Kühlturm wurde 2019 abgerissen; der Komplettabriss soll in den späten 2020er-Jahren abgeschlossen sein.

## Geographische Lage
Das Kernkraftwerk in der Kärlicher Gemarkung der Stadt Mülheim-Kärlich liegt 2,6 Kilometer südlich des Neuwieder Stadtzentrums und etwa zehn Kilometer nordwestlich von Koblenz auf 66 Metern über Normalhöhennull. Das 33,5 Hektar große Gelände ist Teil des Neuwieder Beckens, einer östlich der vulkanisch geprägten Eifel gelegenen Fortsetzung des leicht erdbebengefährdeten Rheingrabens. Der Laacher See, ein Maar mit fortwährender vulkanischer Aktivität liegt nur etwa 20 km östlich von der Anlage entfernt. 
Das Becken liegt topographisch deutlich tiefer als das umgebende Rheinische Schiefergebirge. Der Rhein verläuft etwa 100 Meter nördlich der Anlage, die Bundesstraße 9 südlich in etwa 700 Metern Entfernung. Im Umkreis von zehn Kilometern leben etwa 231.000 Menschen, davon über 107.000 in Koblenz (Stand: 2011). Das Gelände des Kernkraftwerks ist im Zehn-Kilometer-Radius von überwiegend land- und forstwirtschaftlich genutzten Flächen sowie mehreren Landschafts- und Naturschutzgebieten umgeben. Die durchschnittliche Niederschlagsmenge am Standort des Kernkraftwerks beträgt etwa 600 Millimeter pro Jahr; durch eine Geländeaufschüttung ist das Kernkraftwerk vor Hochwasser geschützt.

## Anlage

### Kernreaktor und andere Anlagenteile
Der Kernreaktor war ein Druckwasserreaktor des Herstellerkonsortiums Babcock-Brown Boveri Reaktor GmbH (BBR), der einzige Leistungsreaktor dieses Herstellers in Deutschland. Die Anlage war technisch ähnlich den Reaktoren des Kernkraftwerk Three Mile Island, allerdings wurde die Gestaltung zum Zweck der besseren passiven Sicherheit angepasst. Der Primärkreislauf hatte zwei Geradrohr-Dampferzeuger, die von oben nach unten durchströmt wurden. Das abgekühlte Wasser wurde anschließend von vier Hauptkühlmittelpumpen zurück in den Reaktor gefördert. Das Kernkraftwerk hatte eine elektrische Bruttoleistung (Nennleistung des Generators) von 1302 Megawatt. Die Nettoleistung, also die maximale für die Einspeisung elektrischer Energie ins Stromnetz zur Verfügung stehende Leistung, lag bei 1219 Megawatt und entsprach dem Bruttowert abzüglich des Eigenverbrauchs aller Neben- und Hilfsanlagen des Kraftwerkes.

### Daten
- Bau: Konsortium Babcock Brown Boveri Reaktor GmbH (Reaktorsystem) / Brown Boveri & Cie / Hochtief AG
- Typ: Druckwasserreaktor
- Nennleistung (elektrisch): 1302 MW
- Erste Stromproduktion: 14. März 1986
- Lagerkapazität: 362 Brennelemente
- Höhe des Kühlturms: 162 Meter
- Höhe des Abluftkamins: 161,5 Meter
- Baukosten: 7 Milliarden D-Mark (3,58 Milliarden Euro)
- Kosten des Rückbaus: rund 725 Millionen Euro[3]

## Geschichte

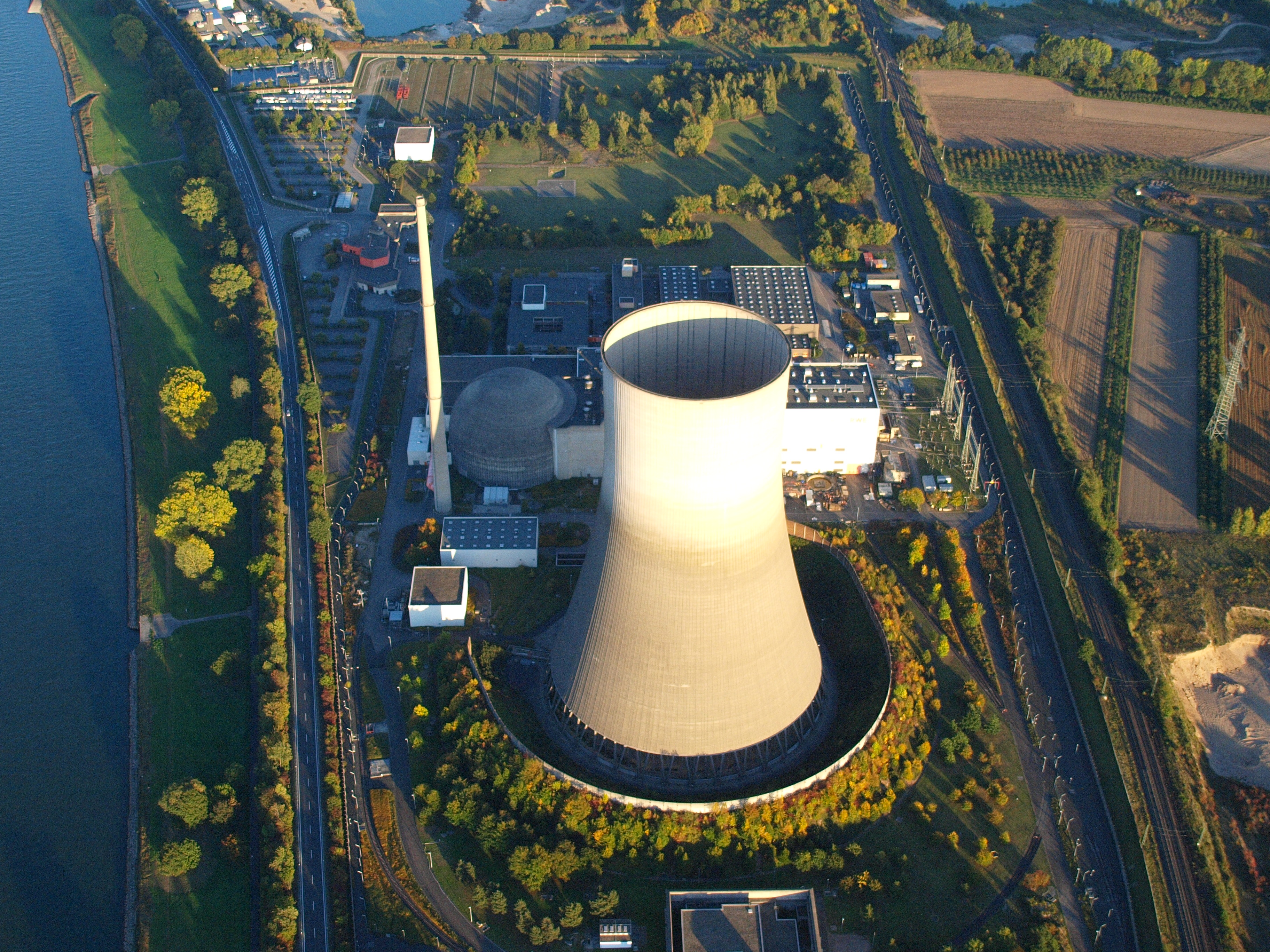
Kernkraftwerk Mülheim-Kärlich (Luftaufnahme)

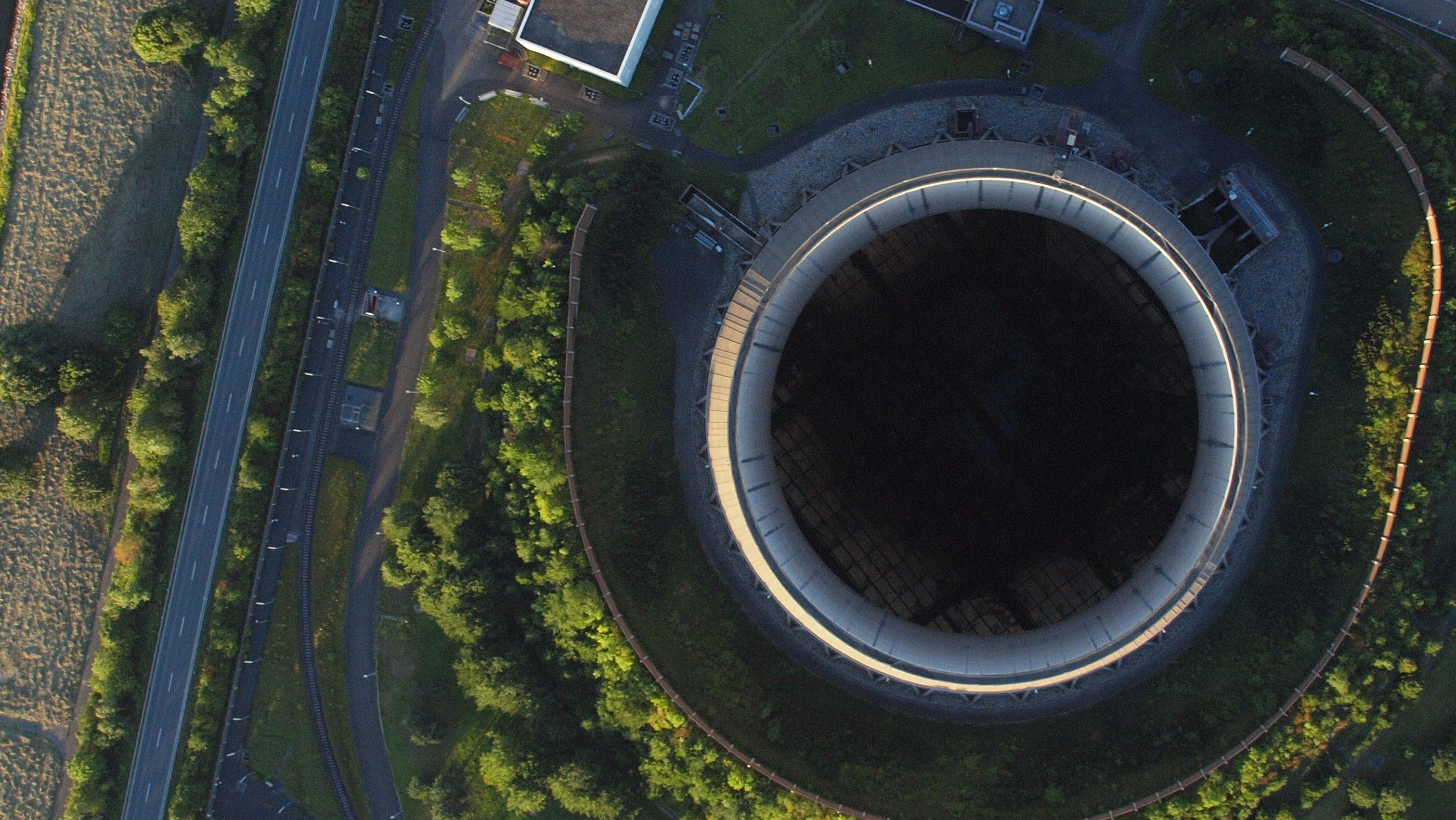
Senkrechter Blick in den 162 Meter hohen Kühlturm des Kernkraftwerkes Mülheim-Kärlich.

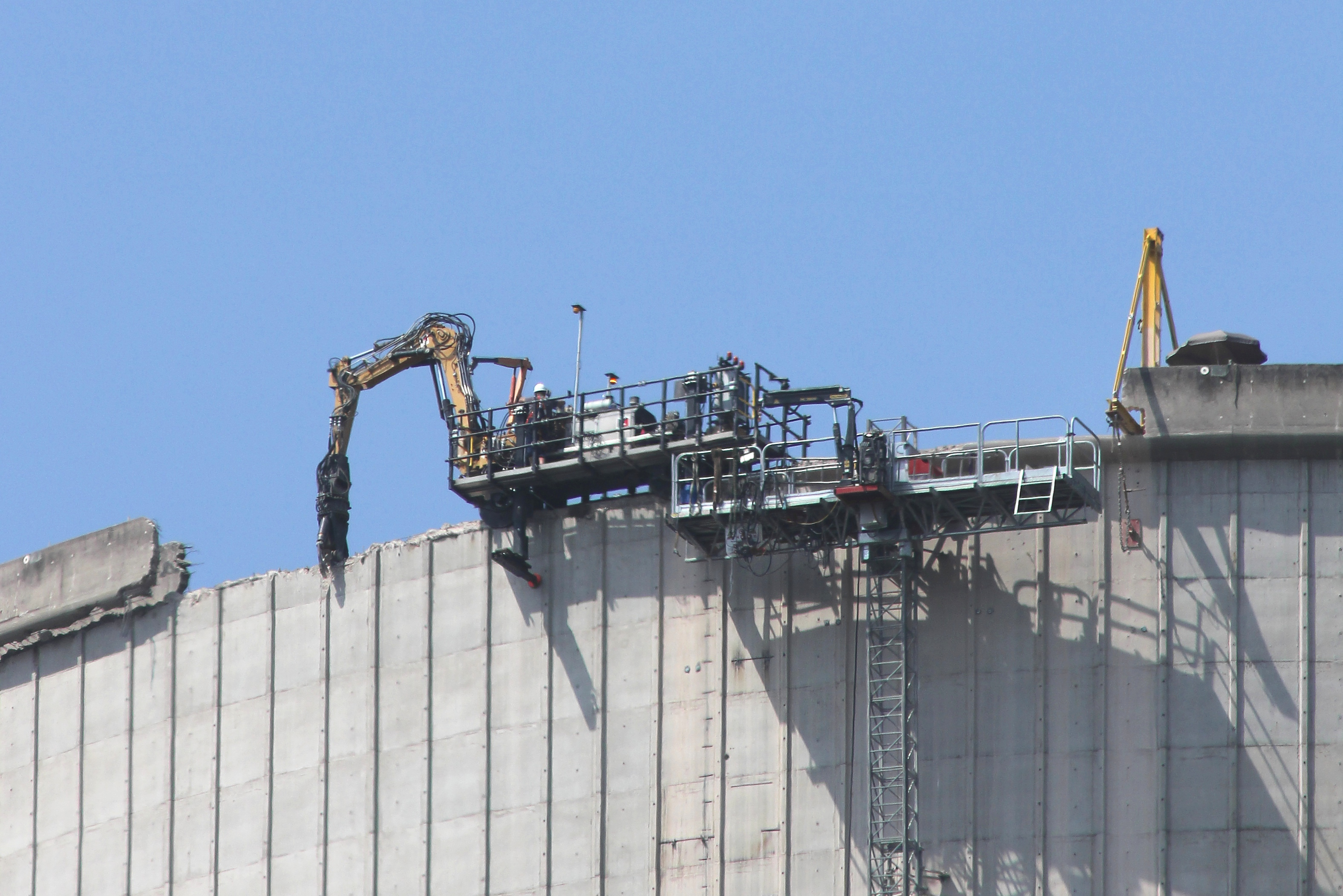
Anfangsphase der Abbrucharbeiten am Kühlturm im Juli 2018

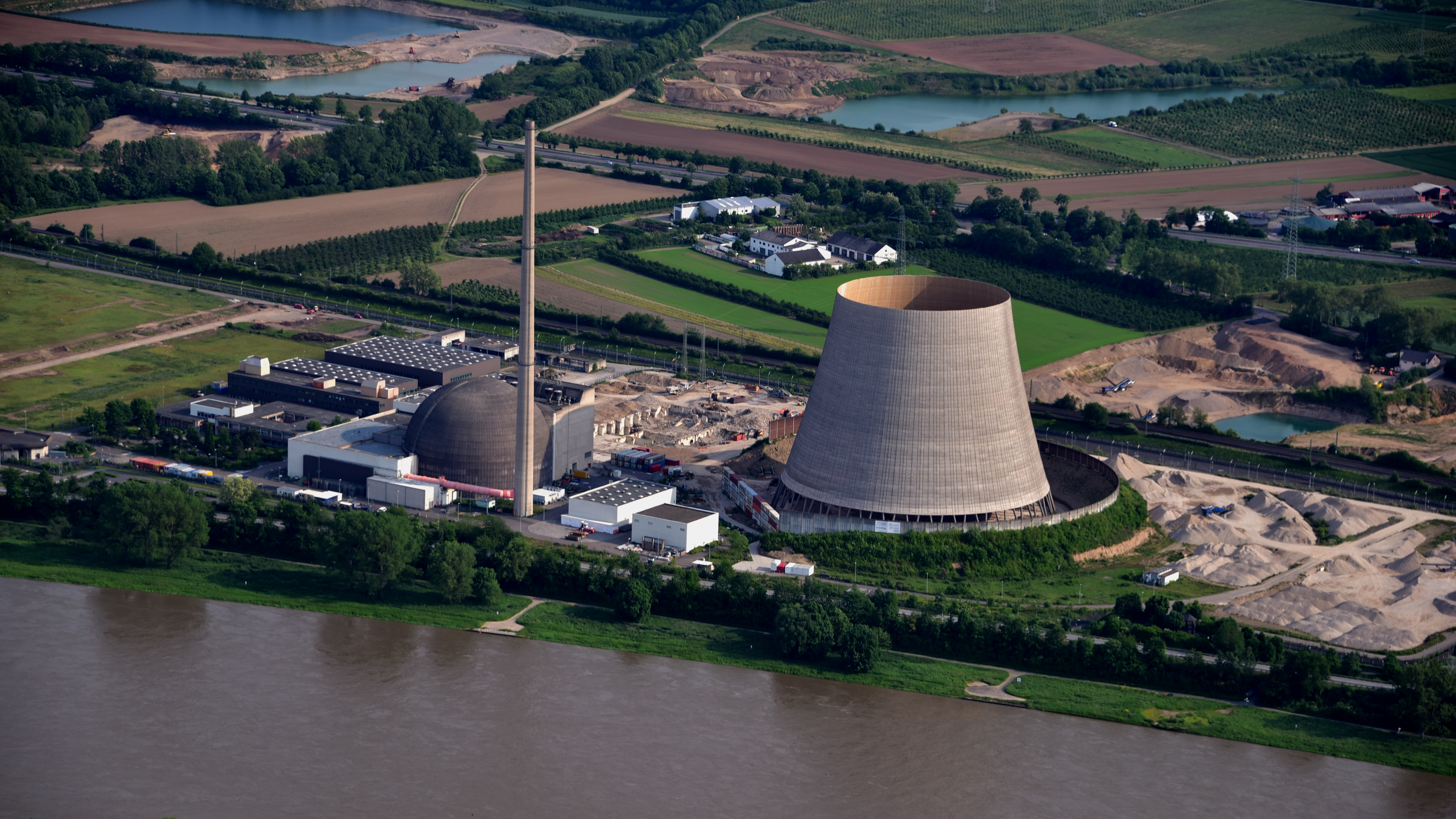
Abriss des Kühlturms, Luftaufnahme (Mai 2019)

### Bau und Stilllegung
Ende der 1960er Jahre begannen die Planungen für ein Kernkraftwerk im Raum Koblenz. Neben Mülheim-Kärlich waren auch Bad Breisig und Neuwied als mögliche Standorte im Gespräch. Bad Breisig scheiterte aus Gründen des Trinkwasserschutzes, Neuwied wegen mangelnden Hochwasserschutzes. Weil mit einem steigenden Energiebedarf gerechnet wurde, wurde am Standort Mülheim-Kärlich ein weiterer Kernkraftwerksblock geplant, der aber verworfen wurde.
Im Januar 1975 erhielt die RWE einen ersten Genehmigungsbescheid zur Errichtung des Kernkraftwerks Mülheim-Kärlich. Am 21. Juli 1975 gründeten RWE, Deutsche Bank, Dresdner Bank und Schweizerische Kreditanstalt die Eigentümergesellschaft Société Luxembourgeoise de Centrales Nucléaires S.A. mit Sitz in Luxemburg, um die Investitionskosten von sieben Milliarden D-Mark aufzubringen. Die RWE war nur Pächter und Betreiber des Kernkraftwerks.
Das Kernkraftwerk Mülheim-Kärlich wurde von 1975 bis 1986 gebaut. Während der Bauzeit kam es unter anderem durch Klagen von Kommunen und Privatpersonen wie Helga Vowinckel und Walter Thal zu wenigen Monaten Verzögerungen. Das rheinland-pfälzische Wirtschaftsministerium wählte dabei in Rücksprache mit RWE bewusst Verfahren, die die Öffentlichkeitsarbeit reduzieren sollten.
Das Werk war auch umstritten, weil es im leicht erdbebengefährdeten Neuwieder Becken liegt. Der ursprünglich geplante Standort befand sich dabei zwischen zwei Gebirgsschollen, bei denen bei einem Erdbeben Setzungsdifferenzen zu erwarten waren. Wegen dieser Gefährdung wurde das Reaktorgebäude ohne neues Baugenehmigungsverfahren bereits 1974 um 70 Meter vom ursprünglich geplanten Standort entfernt errichtet und dabei von der im bisherigen Genehmigungsverfahren aus Sicherheitsgründen favorisierten Kompaktbauweise abgewichen und das Maschinenhaus und Schaltanlagengebäude abgetrennt, wobei nicht untersucht wurde, ob der Reaktor mit der neuen Anordnung vollständig auf der Gebirgsscholle zu liegen kommen würde.
Die Konstruktionsänderungen hätten nach Urteil des Verwaltungsgericht Koblenz im Grundsatz ein neues Genehmigungsverfahren erfordert. Das Oberverwaltungsgericht Rheinland-Pfalz eröffnete RWE jedoch in einer Revision auch eine Möglichkeit, Teile des Genehmigungsverfahrens beizubehalten. Im Prozessverlauf sorgte dies für eine hohe Komplexität durch mehrere Instanzen mit unterschiedlichen Rechtsauffassungen, auf die teilweise auch im laufenden Genehmigungsverfahren reagiert wurde. Da die Genehmigungen dadurch lange Zeit nicht bestandskräftig werden konnten, wurde mit einer sofortigen Vollziehung über weite Strecken der Weiterbau auf eigenes Risiko ermöglicht.
Das höchste Urteil war eine Entscheidung des Bundesverfassungsgerichts am 20. Dezember 1979, die friedliche Nutzung der Kernenergie sei bei entsprechend gestalteten Genehmigungsverfahren mit dem Grundgesetz vereinbar. Zu den Inhalten der zu dieser Zeit an anderen Gerichten anhängigen Prozesse äußerte sich das Bundesverfassungsgericht jedoch nicht.
Nach zahlreichen verschieden ausgefallenen Urteilen entschied schließlich das Bundesverwaltungsgericht mit Urteil vom 9. September 1988, dass das Vorhaben durch die Verschiebung baurechtswidrig geworden war, so dass das Kernkraftwerk im September 1988 nach knapp zwei Jahren im Probebetrieb und genau 100 Tagen im Regelbetrieb abgeschaltet werden musste. Die rheinland-pfälzische Landesregierung unter Ministerpräsident Helmut Kohl hatte der RWE als Betreiberin durch zu geringe Auflagen, Verstöße gegen das Atomgesetz und unzulässige Verfahrensweisen den Bau des Kraftwerks ermöglicht. Dabei war das Genehmigungsverfahren bereits zu Beginn falsch aufgebaut worden. Zudem hatten die interen bereits bekannte Verschiebung und die im Verfahren gewählten Maßnahmen zur Reduktion der Öffentlichkeitsbeteiligung dazu geführt, dass erhebliche Teile der Gutachten zur Standortuntersuchung nur oberflächlich geprüft waren oder sich auf eine falsche Ausführungsvariante bezogen.
Die Neuauflage der Genehmigung wurde dadurch erschwert, dass andere Teile des alten Genehmigungsverfahrens dennoch Bestandskräftig geworden waren und im neuen Genehmigungsverfahren auch beibehalten werden sollten. Auch verkomplizierte die Tatsache, dass das ursprüngliche Genehmigungsverfahren fehlerhaft gestartet worden war und dass durch den bereits abgeschlossenen Bau des Kraftwerkes nicht mehr jede Auflage umsetzbar war das Verfahren.
Schließlich erteilte die rheinland-pfälzische Landesregierung 1990 eine veränderte Baugenehmigung; diese wurde jedoch 1995 vom Oberverwaltungsgericht Rheinland-Pfalz aufgehoben. Das Bundesverwaltungsgericht bestätigte 1998 die Entscheidung in letzter Instanz. Nach Meinung des Gerichts entsprachen die Vorgaben zur Erdbebenvorsorge nicht dem Stand der Technik, wodurch ein zu geringer Beschleunigungsgrenzwert ohne ausreichende Hinterfragung übernommen worden war. Seitens RWE wurde Schadensersatz gegen das Land Rheinland-Pfalz wegen des fehlerhaften Genehmigungsverfahrens eingereicht.
Am 14. Juni 2000 vereinbarten die damalige Bundesregierung (Schröder I) und die Betreiber von Kernkraftwerken in Deutschland einen Atomausstieg. Dieser enthielt unter anderem den Abbruch des laufenden dritten Genehmigungsverfahrens, ein Verzicht auf Schadensersatz und die Festlegung von Reststrommengen, die im Fall von Mülheim-Kärlich auf andere Kernkraftwerke übertragen werden konnte. (Siehe #Streit um Übertragung der Reststrommenge)
RWE reichte 2001 einen ersten Genehmigungsantrag für den Rückbau bei der zuständigen Genehmigungsbehörde ein. Das Ministerium für Umwelt und Forsten in Rheinland-Pfalz erteilte am 16. Juli 2004 die Genehmigung für die Stilllegung und den Beginn der ersten Abbauphase des Kraftwerks Mülheim-Kärlich. Es gab ein ausführliches Erörterungsverfahren.
Bereits im Sommer 2002 waren die letzten Brennelemente – und damit 99 % des radioaktiven Potenzials – aus Mülheim-Kärlich abtransportiert worden.
In der Zeit zwischen Bau und endgültiger Stilllegung gab es einige meldepflichtige Ereignisse, die mit der niedrigsten Stufe 0 der INES-Skala bewertet wurden.

### Rückbau

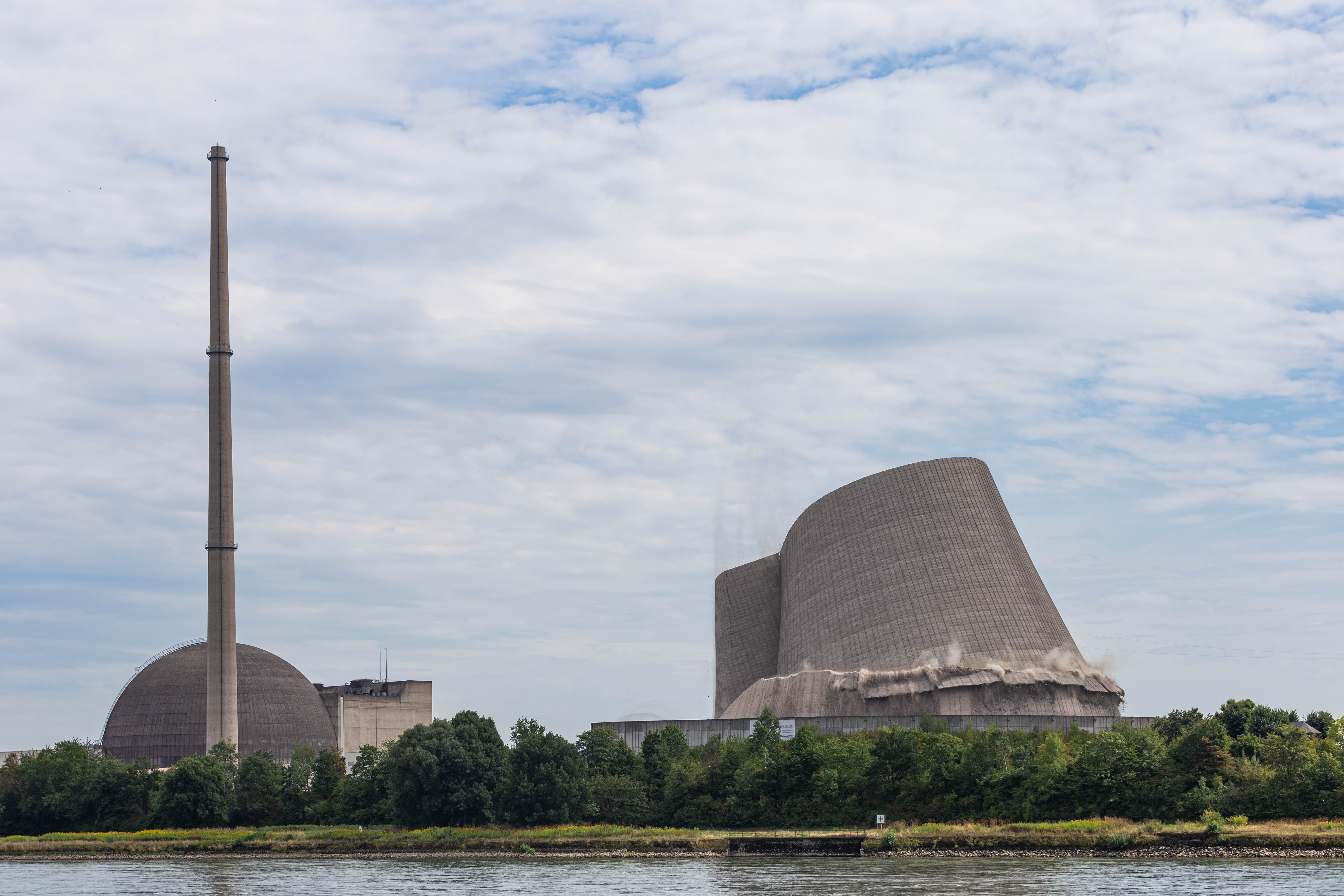
Kühlturm in Mülheim-Kärlich fällt am 9. August 2019

Das KKW Mülheim-Kärlich ist das bisher größte seiner Art in Deutschland, das zurückgebaut wird. Im Jahr 2002 wurden die Uranbrennstäbe aus dem Reaktorblock entfernt und in die französische Wiederaufbereitungsanlage La Hague abtransportiert. Zwei Jahre später begannen die eigentlichen Abrissarbeiten, die geplant bis Mitte der 2020er Jahre abgeschlossen sein sollten. Die Turbine, der Generator und weitere Bauteile des Maschinenhauses wurden an einen ägyptischen Energieversorger verkauft. Nach mehrjährigen Verzögerungen begann im Oktober 2018 der Ausbau der Dampferzeuger im Reaktordruckbehälter. Das schwach radioaktive Material sollte im stillgelegten Bergwerk „Schacht Konrad“ in Salzgitter endgelagert werden.
Auf dem Gelände des Kühlturms wollte sich ein Wiederverwertungsbetrieb ansiedeln. Nach der weitgehenden Dekontaminierung kaufte zunächst ein Recyclingunternehmen das Kraftwerksgelände, trat aber am 1. Januar 2016 vom Kaufvertrag zurück. Am 19. Dezember 2016 wurde bekannt, dass der RWE-Konzern eine Abrissgenehmigung für den Kühlturm gestellt habe und dieser 2017 abgerissen werde. Im August 2017 sollten die Rückbauarbeiten für den Kühlturm beginnen und ungefähr ein Jahr andauern. Nach mehrmaliger Verschiebung begann der Abriss am 5. Juni 2018. Bis Ende 2018 sollte der Kühlturm vollständig abgetragen sein, es kam jedoch zu Verzögerungen.
Ein speziell zu diesem Zweck konstruierter Bagger mit Abrissschere, der auf der Kante des Turms aufsaß, trug ihn Stück für Stück bis auf etwa 80 Meter Höhe ab. Ab dieser Höhe war es nicht mehr möglich den Bagger einzusetzen, da die Neigung der Kühlturmwand zu stark war und der Bagger abgestürzt wäre. Der Rest des Kühlturms musste daher auf konventionelle Weise vom Boden aus abgerissen werden. Hierfür wurde der Turm in einem statisch vorausberechneten Muster mit Perforationsschlitzen versehen, die dafür sorgen sollten, dass der Einsturz zur Turmmitte erfolgen soll. Der Einsturz erfolgte dann am 9. August 2019, nachdem man mit ferngesteuerten Abrissbaggern mehrere Stützen des Kühlturms zerstörte; um 15:38 Uhr brach er in sich zusammen.
2020 wurden die Wärmetauscher ausgebaut, im Sommer 2021 begann der Abbau des Reaktordruckbehälters, der drei Jahre dauern soll. Danach kann die Betonummantelung des nuklearen Bereich (der „biologische Schild“) sowie die beteiligten Einrichtungen (Lüftung, Leitungen, Kräne und Hebeeinrichtungen etc.) entfernt werden. Wenn dann alle Räume aller Gebäudestrukturen des Kontrollbereichs freigemessen wurden, kann die verbleibende Anlage aus dem Atomgesetz entlassen und nach herkömmlichem Baurecht abgerissen werden.
Mit dem Abschluss des Rückbaus bis auf die „grüne Wiese“ wird bis etwa 2029 gerechnet.

### Streit um Übertragung der Reststrommenge
Mit der Novellierung des deutschen Atomgesetzes (AtG) 2002 wurde der 2000 verhandelte Atomkonsens gesetzlich festgeschrieben. Das Gesetz sieht in dieser Fassung für jeden der im Jahr 2000 in Betrieb befindlichen Reaktoren eine Reststrommenge vor, nach deren Produktion die Betriebsgenehmigung erlischt.
Aufgrund der kurzen Laufzeit des Kernkraftwerks Mülheim-Kärlich wurde für dieses Kraftwerk eine Sonderregelung getroffen: Dem Kraftwerk wurde eine Reststrommenge von 107,25 TWh zugestanden, die nur auf die Kraftwerke Emsland, Neckarwestheim 2, Isar 2, Brokdorf, Gundremmingen B und C (alle mit einer genehmigten Restlaufzeit über 2015 hinaus) sowie bis zu einer Elektrizitätsmenge von 21,45 TWh auf Biblis B übertragen werden durfte (siehe § 7 Abs. 1d bzw. Anlage 3). Die beiden Energiekonzerne RWE und Vattenfall versuchten eine Übertragung auf die zum Zeitpunkt der Anträge ältesten noch aktiven Kraftwerke Biblis A und Brunsbüttel zu erreichen, für die eine Abschaltung bevorstand. Bei dieser Regelung ging es um einen Gesamtzeitraum von etwa 10 Jahren.
Im September 2006 beantragte RWE die Übertragung der Reststrommenge des Kernkraftwerks Mülheim-Kärlich auf den Reaktor Biblis A, der nicht in Anlage 3 des Atomgesetzes genannt wird (siehe auch Kernkraftwerk Biblis). Der Antrag von RWE wurde im Mai 2007 vom Bundesumweltministerium (damaliger Minister: Sigmar Gabriel (SPD)) abgelehnt. Eine Klage von RWE gegen den Ablehnungsbescheid wurde Ende Februar 2008 vom Hessischen Verwaltungsgerichtshof (VGH) abgewiesen. Die Revision wurde am 26. März 2009 durch das Bundesverwaltungsgericht zurückgewiesen.
Im März 2007 beantragte der Betreiber Vattenfall, die Reststrommenge des RWE-Kernkraftwerks Mülheim-Kärlich auf das Kernkraftwerk Brunsbüttel zu übertragen, das ebenfalls nicht in der Liste der zulässigen Reaktoren in Anhang 3 AtG aufgeführt wird. Dieser Antrag wurde im August 2007 ebenfalls vom Bundesumweltministerium abgelehnt. Die Klage Vattenfalls gegen den Ablehnungsbescheid im Januar 2008 wurde vom Oberverwaltungsgericht Schleswig abgewiesen. Die Revision gegen das Urteil wurde vom Bundesverwaltungsgericht am 26. März 2009 zurückgewiesen.

### Überblick über wichtige Gerichts- und Verfahrensentscheidungen
Die gerichtlichen Verfahren waren bei diesem Kernkraftwerk ungewöhnlich groß und beeinflussten bereits zur Bauzeit des Kraftwerks das Genehmigungsverfahren, welches zudem ungewöhnliche und in Teilen später als rechtswidrig festgestellte Vorgehensweisen enthielt. Die wesentlichen Urteile und die wesentlichen Schritte im Genehmigungsverfahren waren insbesondere folgende:
Für eine ausführliche Aufarbeitung sei auf den Abschnitt Literatur verwiesen.
- 3. Juni 1971: Erster Antrag von RWE auf einen Vorbescheid (noch für Bad Breisig und Mülheim-Kärlich und noch für einen abweichenden Reaktortyp von KWU)
- 22. Dezember 1972: Start des Genehmigungsverfahrens für die Erste Teilgenehmigung beim Wirtschaftsministerium, mit Öffentlichkeitsbeteiligung. Tenor: Sicherheitskonzept mit einer Kompaktbauweise; Festlegung von Standortangaben
- 5. August 1974: Information des Wirtschaftsministeriums über die Überlegung, das Gebäude aufgrund der seismologischen Untersuchungen aufzuteilen. Rückantwort, dass hierfür ein neues Genehmigungsverfahren nötig sei, das RWE dann jedoch doch nicht beantragte.
- 9. Dezember 1974: Festlegung des weiteren Genehmigungsverfahrens. Tenor: Keine mehreren Teilgenehmigungen, sondern eine einzige sogenannte „Erste Teilgenehmigung“ mit Öffentlichkeitsbeteiligung. Diese Teilgenehmigung sollte unter Vorbehalt erteilt werden, welcher Stückweise mit Freigaben (ohne Öffentlichkeitsbeteiligung) behördlich genehmigt werden sollte. Diese Vorgehensweise war gegenüber dem üblichen Verfahren mit mehreren Teilgenehmigungen mit jeweiliger Öffentlichkeitsbeteiligung unüblich.
- 9. Januar 1975: Erteilung der Ersten Teilgenehmigung (mit alter Reaktoranordnung)
- 9. Juni 1976: Abweisen erster Klagen gegen die Genehmigung. Tenor u.A: Aufteilung der Genehmigung auch Zulässig, wenn die folgenden Teile nur als Freigaben genehmigt werden, da in der „Ersten Teilgenehmigung“ bereits ein Reaktorkonzept abschließend festgelegt ist. Feststellung, dass die Freigaben dieses Konzept auch nicht mehr ändern dürfen. Weitere Klagen blieben jedoch anhängig, aber ohne aufschiebende Wirkung.
- 23. Januar 1975: Beantragung der 1. Freigabe unter anderem mit neuer Reaktoranordnung
- 6. Juni 1975: 1. Freigabebescheid ohne dabei jedoch die geänderte Reaktoranordnung zu genehmigen oder abzulehnen
- Ab 18. August 1975: Erteilung weiterer Freigabebescheide
- Sommer 1975: Durch die fehlende Öffentlichkeitsbeteiligung erfuhren Anwohner und Kläger erst durch Beobachtungen vor Ort, dass das Kraftwerk abweichend von der Genehmigung errichtet wird.
- 23. Dezember 1976: Ablehnung einer Klage gegen die Erste Teilgenehmigung, die eingereicht wurde, da das Kraftwerk anders errichtet wird. Tenor: Falsches Rechtsmittel, Beschwerde auf Einstellen der Bauarbeiten ist das korrekte Mittel. Diese Beschwerde wurde jedoch vom Ministerium bearbeitet und verlief erfolglos.
- 4. Februar 1977: Verwaltungsgericht Koblenz: Klage gegen den 7. Freigabebescheid:
  - Tenor: Auch Freigabebescheide können Rechte Dritter verletzen und können daher mit vorläufigem Rechtsschutz gestoppt werden.
  - Eilantrag gegen den 7. Freigabebescheid erfolgreich, da dieser offensichtlich nicht mit der Ersten Teilgenehmigung übereinstimmt und die Änderung der Anordnung eine Wesentliche Änderung sind. Der 7. Freigabebescheid sei daher offensichtlich Rechtswidrig.
  - Anfechtung sind auch jetzt noch möglich, da die geänderte Anordnung bislang kein Teil einer Freigabe oder Genehmigung war.
  - Folge: Baustopp. Beschwerde beim Oberverwaltungsgericht Rheinland-Pfalz.
- 29. März 1977: Beantragung einer Zweiten Teilgenehmigung mit neuer Gebäudeanordnung
- 3. Mai 1977: Oberverwaltungsgericht: Abänderung des Urteils des Verwaltungsgericht Koblenz. Tenor: Ob die Änderung wesentlich sei, muss in einem Hauptverfahren geklärt werden. Die Interessensabwägung für das Baurecht sei in der Zwischenzeit für RWE zu entscheiden. (Aufhebung des Baustopps.) Das Urteil ist rückblickend in der Rechtswissenschaft umstritten.
- 7. Juli 1977: Erteilung der Zweiten Teilgenehmigung, ohne vorherige Bürgerbeteiligung mit neuer Gebäudeanordnung. Klagen gegen diese.
- Ab 15. Dezember 1977: Generelle Aufgabe des Freigabeverfahrens und stattdessen Erteilung weiterer Teilgenehmigungen, die jedoch geringfügiger beklagt wurden
- 7. Dezember 1979: Verwaltungsgericht Koblenz:
  - Klage gegen Erste Teilgenehmigung Abgewiesen
  - Klage gegen Zweite Teilgenehmigung stattgegeben, da das „Positive Gesamturteil des Gutachters“ nicht von der Ersten Teilgenehmigung übernommen werden kann, da die Zweite Teilgenehmigung alle Grundsätze der Ersten Teilgenehmigung ersetzt, und es kein eigenes erhalte.
  - Klage gegen 7. Freigabebescheid stattgegeben, da die Zweite Teilgenehmigung bereits die Erste Ersetzt hat und somit keine Grundlage mehr hat.
- 20. Dezember 1979: Abweisung der Verfassungsbeschwerde zum Urteil des Oberverwaltungsgerichts vom 3. Mai 1977 (Aufhebung Baustopp):[34]
  - Mehrheitstenor:
    - Kernenergie ist im Grundsatz mit der Verfassung vereinbar. Es gebe zwar Risiken und ungelösten Fragen, diese müssen aber primär durch den Gesetzgeber z. B. mit geeigneten Genehmigungsverfahren abgewogen werden.
    - Das Bundesverfassungsgericht führt keine Nachprüfung durch, ob die Gebäudeanordnung in einem Eilverfahren als wesentlich zu erkennen sei.

  - Minderheitsurteil:
    - Das Verfahren sei ein „Lehrstück für eine Verfahrensgestaltung, die […] die Mitwirkungsrechte betroffener Bürger überspielt“ und die Änderungen haben „mehr als nur offensichtlich unerhebliche Auswirkungen“. Das Verfahren sei das „genaue Gegenteil von einer auf bestmöglichen Grundrechtsschutz ausgerichteten Verfahrensgestaltung“. Staatliche Organe müssten die Grundrechte nicht nur selbst beachten, sondern auch Verfahren entsprechend gestalten.
    - Das Oberverwaltungsgericht hätte sowohl prüfen müssen, ob die Änderung Wesentlich war, als auch, ob die fehlende Bürgerbeteiligung im Verfahren zulässig war.
    - Die Interessensabwägung zu Gunsten RWEs sei Verfassungsrechtlich fragwürdig.

  - Da Urteile des Bundesverfassungsgerichts üblicherweise einstimmig sind und das Mehrheitsurteil die deutliche Kritik des Minderheitsurteils nicht aufgriff und ihm damit auch nicht widersprach (und ihm u. a. im Bezug auf die Interessensabwägung sogar zustimmte), wurde das Minderheitsurteil von der Fachwelt daher so eingestuft, dass es in zukünftigen Urteile dennoch berücksichtigt werden muss.
- 1980: Festlegung von RWE, das Verfahren so zu wählen, dass von der Ersten Teilgenehmigung möglichst viel gerettet werden kann. Ein Genehmigungsverfahren, das erst 1980 gestartet wäre, hätte Folge gehabt, das neuere Gesetze gegolten hätten.
- 11. Juli 1980: Oberverwaltungsgericht: Urteil vom 3. Mai 1977 (Aufhebung Baustopp) habe Bestand, obwohl am 7. Dezember 1979 das Verwaltungsgericht Koblenz die Erste Teilgenehmigung für ersetzt erklärt hatte, da die Erste Teilgenehmigung möglicherweise noch eine Restwirkung haben könne.
- November 1980: Beschluss von RWE und Wirtschaftsministerium, die Zweite Teilgenehmigung erneut mit einer kleinen Bürgerbeteiligung aufzulegen.
- 4. Mai 1981: Erteilung der Zweiten Teilgenehmigung (neu). Inhalt: Zweite Teilgenehmigung (alt), der 7. Freigabebescheid und nachholen der Öffentlichkeitsbeteiligung
- 16. Juni 1981: Oberverwaltungsgericht: Die Erste Teilgenehmigung besteht weiterhin fort, wo diese nicht durch die Zweite Teilgenehmigung (neu) ersetzt wurde, die Klagen hierzu werden daher nicht eingestellt.
- 26. August 1983: Verwaltungsgericht Koblenz: Der vom Oberverwaltungsgericht geforderte Restgenehmigungsinhalt der Ersten Teilgenehmigung ist, dass die Grundkonzeption genehmigt und sicherheitstechnische Fragen lösbar sind.
- 27. Januar 1984: Verwaltungsgericht Koblenz: Einwände, gegen die Zweite Teilgenehmigung (neu) die nicht in der Öffentlichkeitsbeteiligung aufgeworfen worden sind, sind ungültig.
- 3. Dezember 1985: Oberverwaltungsgericht: Tenor: Die Genehmigungen sind trotz der vielen korrigierenden Urteile gültig. Die Erste Teilgenehmigung behält einen Restregelungsinhalt. Freigaben sind nicht grundsätzlich unzulässig. Revision beim Bundesverwaltungsgericht zugelassen und eingelegt.
- 24. Februar 1986: Genehmigung und Start des Probebetriebs, erste Kritikalität.
- 1986: Oberverwaltungsgericht: Der Probebetrieb ist ohne immissionsschutzrechtliche Genehmigung des Kühlturms unzulässig. Daraufhin wurde die Genehmigung erteilt und der Betrieb fortgesetzt.
- 10. Juli 1986: Inbetriebnahme von Mülheim-Kärlich
- 1987: Durch Tod der Kläger, Klagerücknahme oder Abweisungen vor Berufungsgerichten sind inzwischen alle Genehmigungen, die nach der Zweiten Teilgenehmigung (neu) erteilt worden sind, bestandskräftig geworden. Für die zuvor erteilten Genehmigungen hingen jedoch noch Klagen an.
- 9. September 1988: Bundesverwaltungsgericht: Aufhebung der Ersten Teilgenehmigung (alt). Tenor:[35]
  - Eine atomrechtliche Errichtungsgenehmigung für eine erst im Konzept gebilligte Anlage ist unzulässig. Alle Bauteile, die nach Atomrecht eine Genehmigung benötigen, müssen vollständig geplant sein, damit sie Teil einer Genehmigung (oder Teilgenehmigung) seien können. Eine Planung erst zu einer Freigabe reicht nicht aus.
  - Die Entscheidung „Ob“ eine Anlage gebaut werden darf, kann nicht von der Frage „Wie“ sie gebaut werden darf getrennt werden. Ergibt das „Wie“ keine Bedenken, besteht im allgemeinen auch kein Anlass, es unter Vorbehalt einer Freigabe zu setzen.
  - Sobald Teile, auf die sich das vorläufige positive Gesamtergebnis beruft, geändert werden, verliert dieses seine Wirkung, auch wenn diese nur als Details angesehen werden.
  - Eine erste atomrechtliche Teilerrichtungsgenehmigung darf nicht erteilt werden, wenn noch Zweifel am Baugrund bestehen, schon gar nicht, wenn deswegen schon eine Verschiebung in Planung ist. Der Baugrund wurde von der Behörde nie ausreichend geprüft, da sie wusste, dass RWE nicht mehr plante, dies so umzusetzen. Die Genehmigung hätte ohne diese Untersuchungen nicht erteilt werden und von Gerichten auch ohne Aufklärung aufgehoben werden müssen.
  - Die mit der Baugrunduntersuchung verbundene Standortuntersuchung wurde mit der Zweiten Teilgenehmigung (neu) nur Kleinräumig nachgeholt. Die großräumige Untersuchung blieb daher nicht nur ungeprüft, sondern bezog sich auch weiterhin auf das sicherheitsvorteilversprechende Konzept der Kompaktbauweise. So wie die Genehmigungen beantragt waren, konnten sie auch grundsätzlich nicht unabhängig von der Bauweise betrachtet werden. Dies ist ein Ermittlungs- und Bewertungsdefizit.
  - Es muss klar beschrieben sein, was in einer Teilgenehmigung genehmigt wird, was also bindend ist und was nur Details sind. Alles, was bindend ist, muss bei Änderungen ausdrücklich genannt werden. Kläger müssen nach dem Rechtsstaatsgebot wissen, was sie anfechten müssen.
  - Es bestätigte damit im Wesentlichen das Urteil vom 7. Dezember 1979 und widersprach der Idee eines Restregelungsinhaltes sowie der Idee der Freigaben.
  - Folge: Die Erste Teilgenehmigung ist rechtswidrig, den folgenden Teilgenehmigungen fehlen wichtige Grundlagen; das Kraftwerk muss daher abgeschaltet werden.
  - Ausweg: Neuerteilung der Ersten Teilerrichtungsgenehmigung
- Anfang 1989: Einleiten einer Ersten Teilerrichtungsgenehmigung (neu) mit großer Öffentlichkeitsbeteiligung und nach langer Planungsphase.
- August 1989: Aufhebung des ersten Erörterungstermins zur Ersten Teilerrichtungsgenehmigung (neu). Der Erörterungstermin war mit zu extremen Eingangskontrollen angesetzt worden, bei denen auch Anwälte durchsucht worden waren. Neuauflage der Erörterung.
- 20. Juli 1990: Erteilung der Ersten Teilerrichtungsgenehmigung (neu). Inhalt: der großräumige Standort mit Klimatischen Bedingungen und Erdbebensicherheit. Erstmals keine sofortige Vollziehung angeordnet, so dass die Gerichtsverfahren zunächst abgewartet werden mussten.
- 24. Mai 1991: Oberverwaltungsgericht: Stattgeben einer Klage gegen die Erste Teilerrichtungsgenehmigung (neu): Positives Gesamturteil des Gutachters (in der alten vorhanden) fehlt.
- 19. Juni 1992:  Landgericht Mainz: Das Land muss für das fehlerhafte Genehmigungsverfahren 3,7 Milliarden D-Mark Schadensersatz leisten. (Beantragt waren 7 Milliarden, bei einem damaligen Haushalt von 20 Milliarden D-Mark.) Mitverschulden von RWE.
- 11. März 1993: Bundesverwaltungsgericht: Aufhebung des Urteils vom 24. Mai 1991: Eine Klage gegen das fehlen des positiven Gesamturteils ist nur von Personen möglich, die bereits die Erste Teilerrichtungsgenehmigung (alt) beklagt haben; diese waren jedoch alle bereits verstorben. Es müssten daher auch alle weiteren Klagen geprüft werden.
- 19. April 1995: Oberlandesgericht Koblenz: Berufung gegen den Schadensersatz: Verringerung der Summe, da nur die Investitionskosten, nicht die Stillstandskosten anzurechnen sind.
- 21. November 1995: Oberverwaltungsgericht: Erneutes Stattgeben einer Klage gegen die Erste Teilerrichtungsgenehmigung (neu):[36][37] Wesentliche Teile der Erdbebengutachten der Ersten Teilgenehmigung (alt) und der daraus resultierenden Erdbebenbeschleunigung entsprachen nicht dem Stand der Technik (in Form vor Regeln des Kerntechnischen Ausschusses zur Auslegung von Kernkraftwerken gegen seismische Einwirkungen). Die Erdbebenbeschleunigung war aus einer im Jahre 1977 publizierten Formel ermittelt worden, die sich im Grundsatz auf Durchschnittswerte bezog und wurde 1990 mit einer Studie aus dem Jahr 1986 plausibilisiert, die jedoch ebenfalls nur mit Mittelwerten arbeitete. Hierdurch blieben die sehr großen Streubreiten unberücksichtigt. Das verwendete Referenzerdbeben von Düren 1756 war hierbei ebenfalls ohne Sicherheitsaufschlag verwendet worden. Der Bedarf an Sicherheitsaufschlägen wäre hingegen aus verschiedenen Gründen eher hoch, unter anderem aufgrund des rechtlich erforderlichen Sicherheitsnivaus, der altersbedingten Ungenauigkeit des Referenzerdbebens, Aufgrund einer klaren Aussage im Erdbebengutachten 1974, die weitere Untersuchungen zu konkreten Details am Standort forderte und die vom Geologischen Landesamt 1990 wiederholt, aber nie durchgeführt wurde und aufgrund der Tatsache, dass weder bereits verfügbare Bohrkerne begutachtet, noch vorhandene historische Berichte zu Auftrittshäufigkeiten in eine Abschätzung der Auftrittswahrscheinlichkeit einflossen, die zudem mit fehlerhaften Formeln durchgeführt worden sei.
- 16. Januar 1997: Bundesgerichtshof zu einer Revision im Schadensersatzprozess: RWE hatte bis zur Zweiten Teilerrichtungsgenehmigung (alt) entgegen der klaren und gültigen Ersten Teilgenehmigung (alt) gebaut. Rückweisung an das Oberlandesgericht.
- 14. Januar 1998: Urteil gegen die Erste Teilerrichtungsgenehmigung (neu) rechtskräftig durch Abweisung der Revision bei Bundesverwaltungsgericht.[37]
- 1998: Start eines dritten Versuch für eine Erste Teilerrichtungsgenehmigung
- 14. Juni 2000: Einvernehmlicher Abbruch aller (Schadensersatz-)Verfahren und des laufenden 3. Versuchs für die Erste Teilerrichtungsgenehmigung im Rahmen des „Atomkonsens“. Einleitung von Abriss und Rückbau.

## Galerie

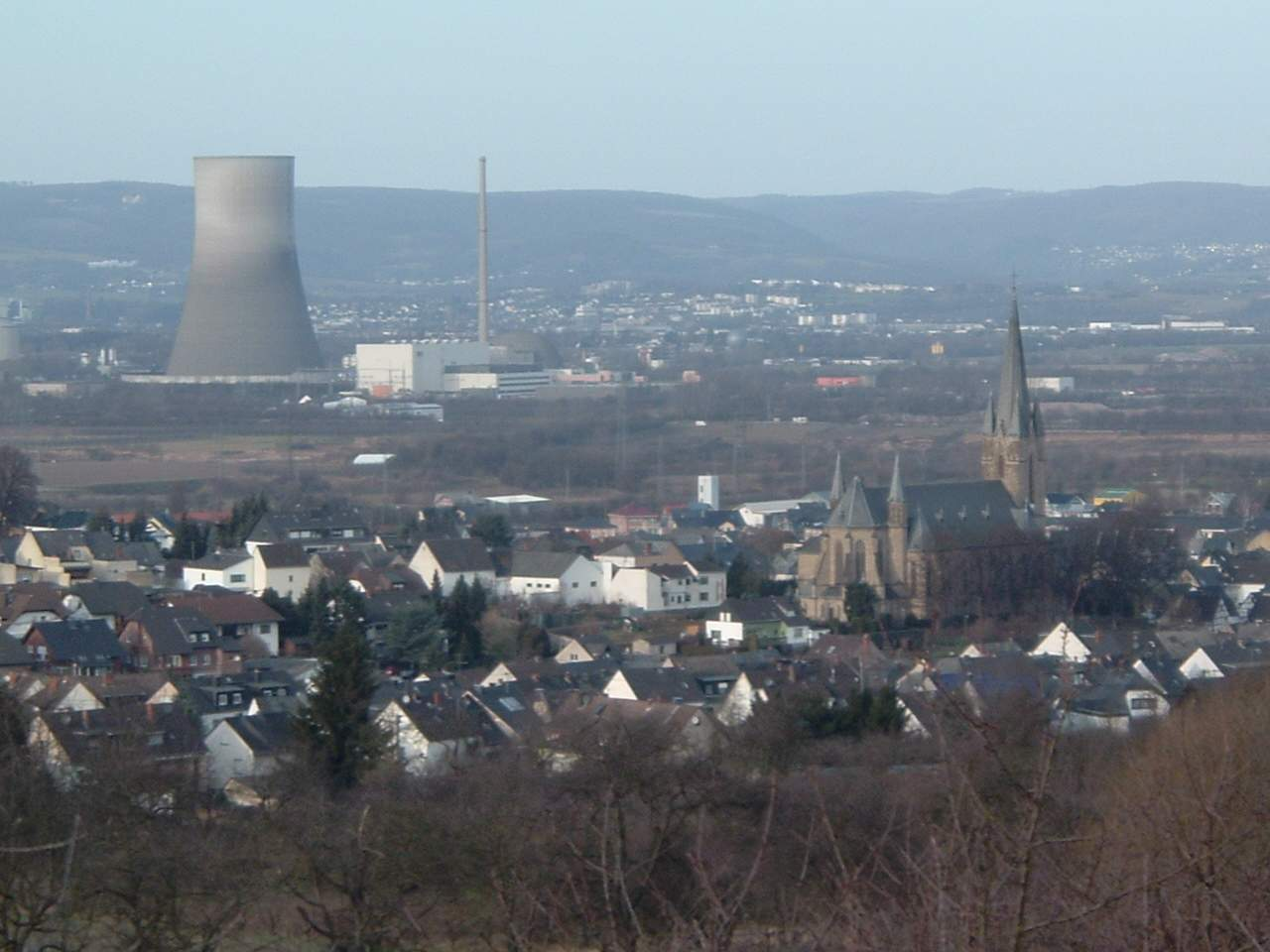
Mülheim-Kärlich und das Kernkraftwerk (2005)
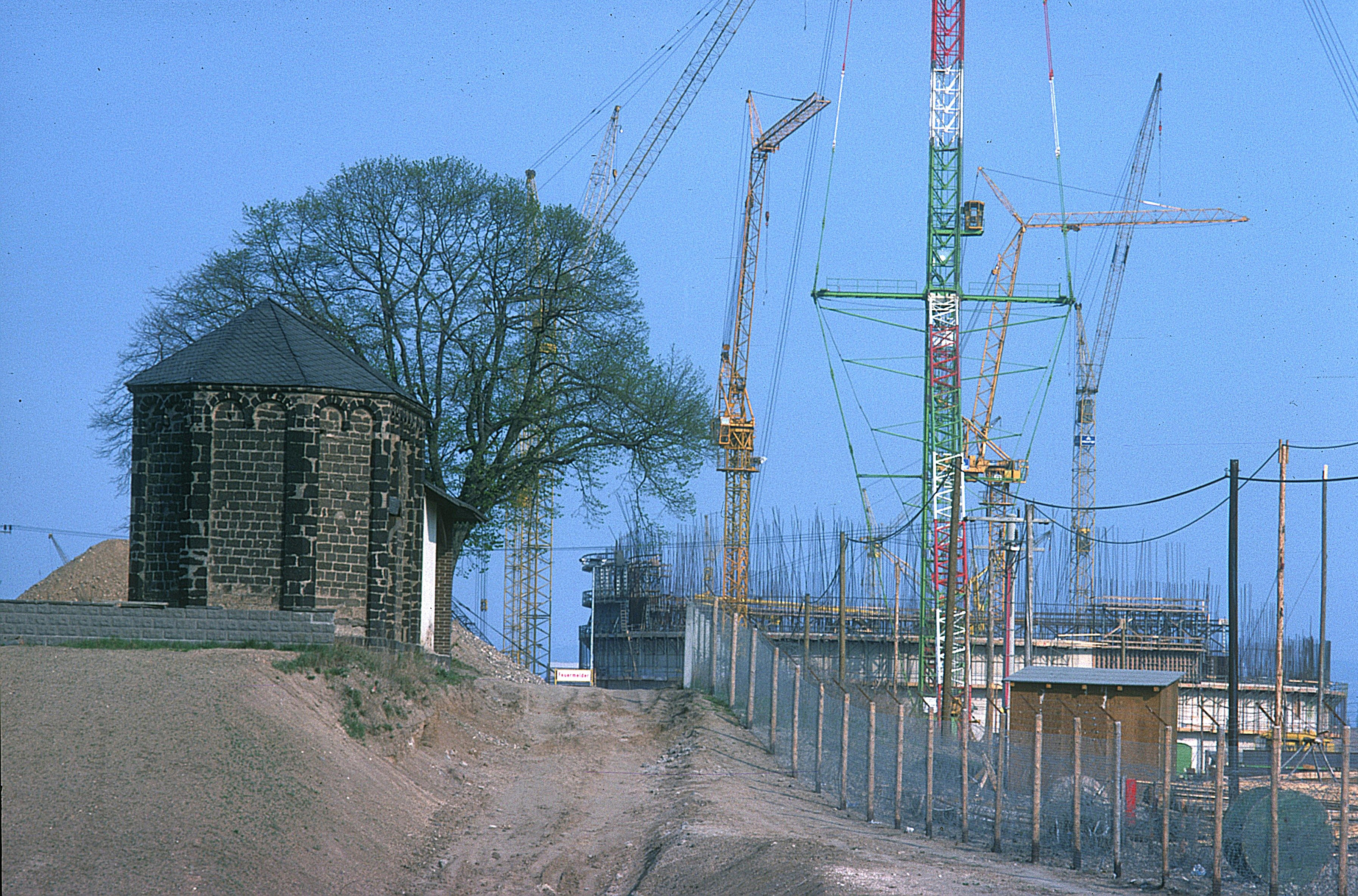
Kapelle Am Guten Mann und KKW-Baustelle (1976)
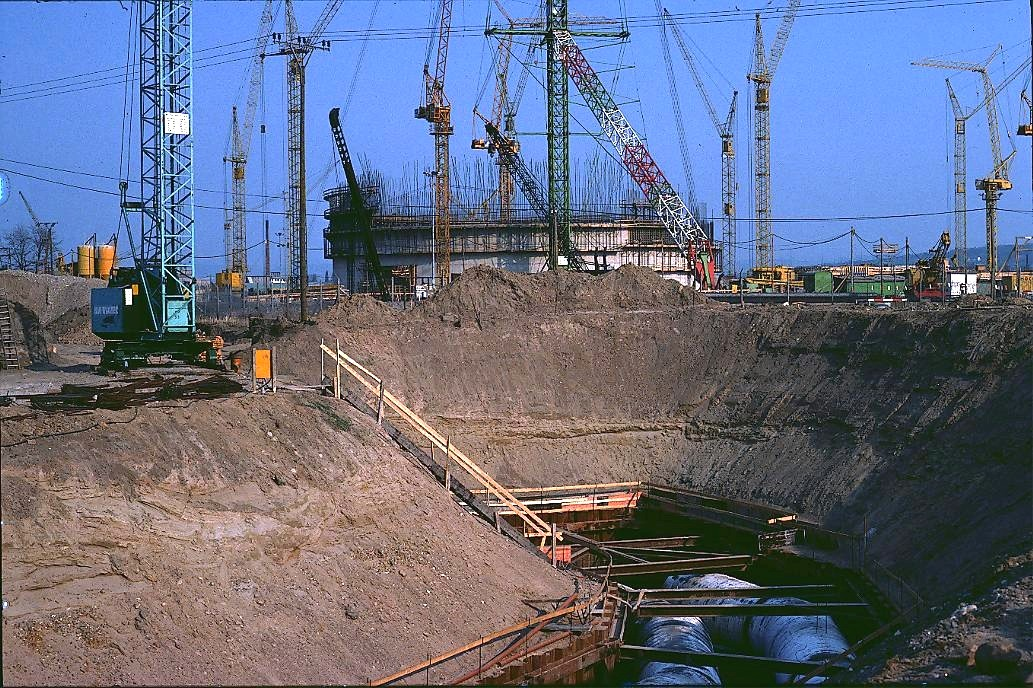
Baustelle Kernkraftwerk am 5. April 1976
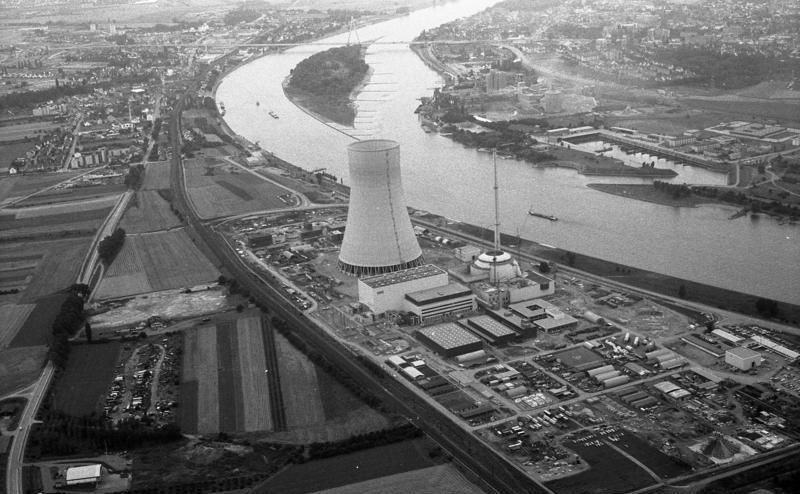
Luftbild des Kernkraftwerks im Jahr 1979 während der Bauzeit
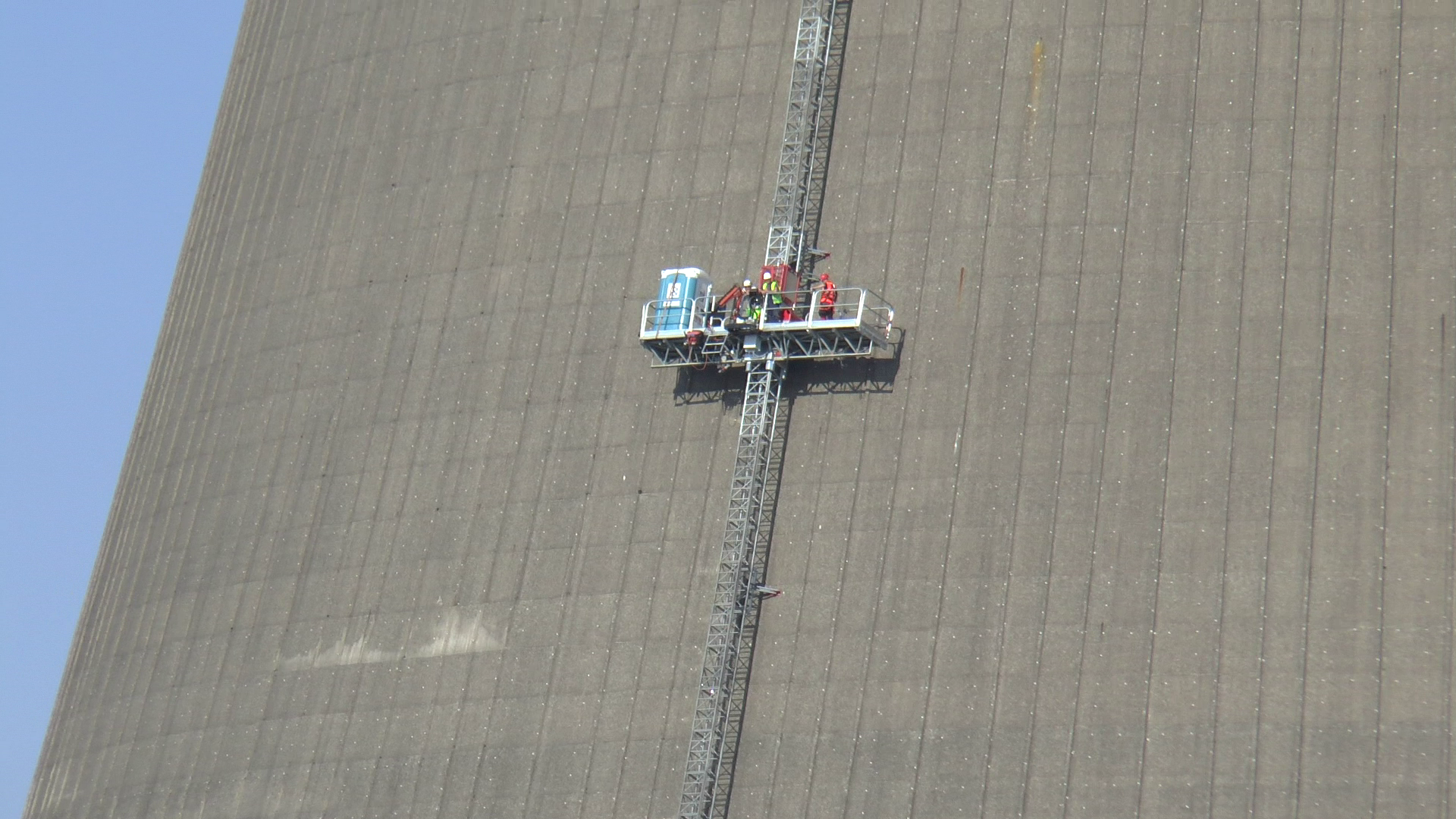
Gondel mit dem Baggerpersonal auf dem Weg nach unten (06/2018)
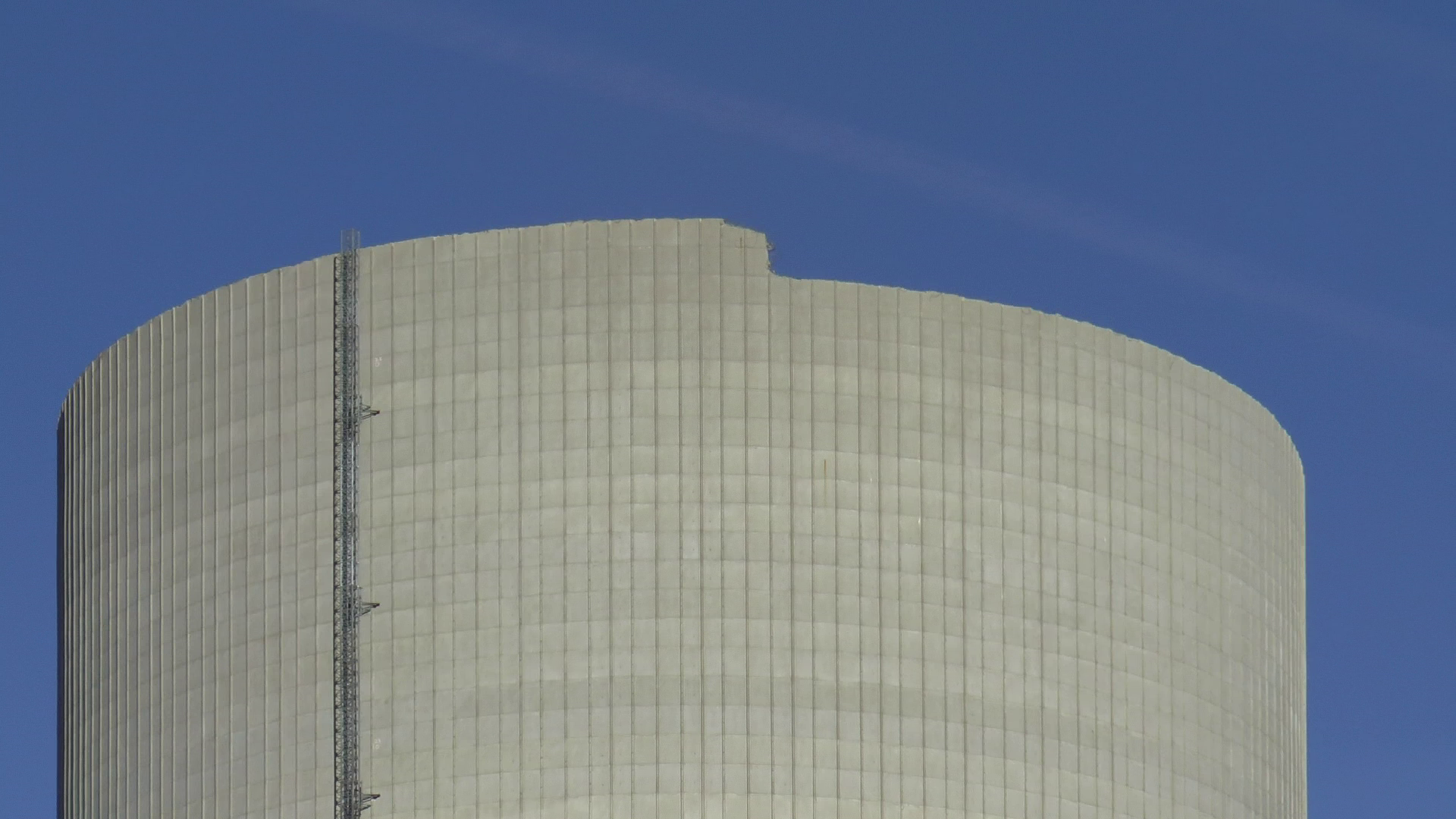
Abbruchkante einer Baggerrunde mit ca. 3 Meter Höhe. Der Bagger war zu dem Zeitpunkt in Wartung (10/2018)
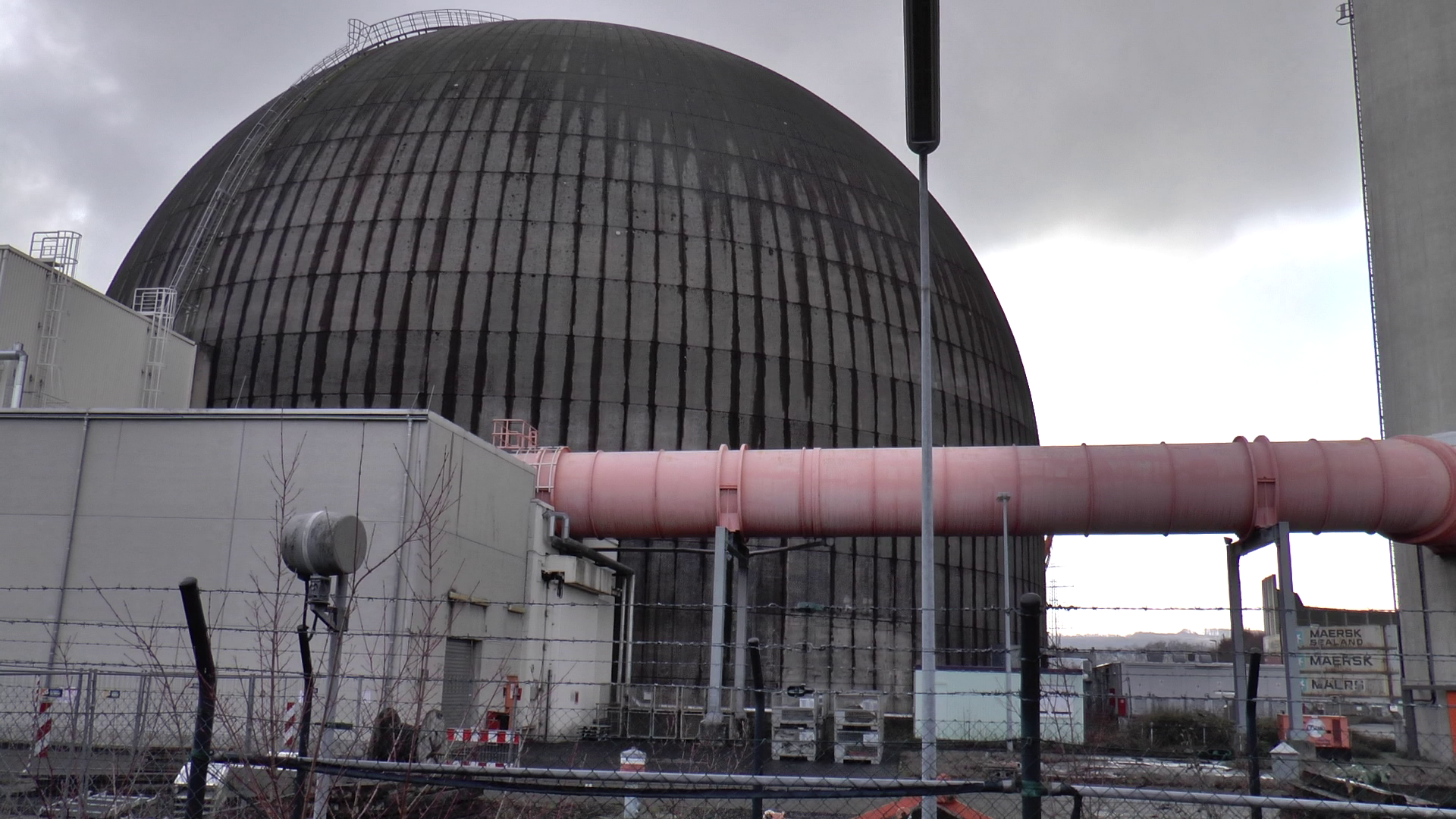
Reaktorkuppel während des Kühlturmabrisses (01/2019)
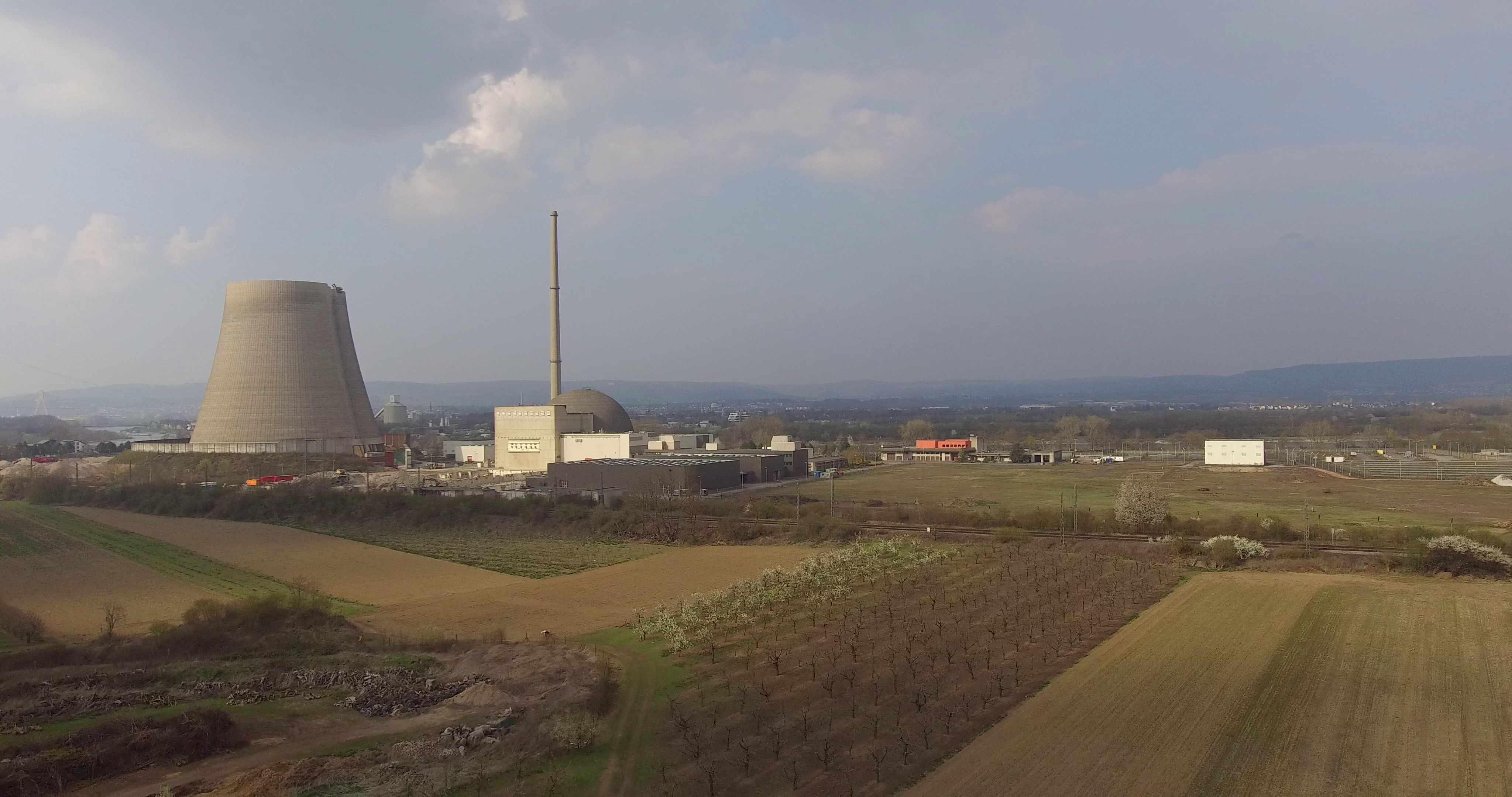
Halber Kühlturm nach Bagger-Einsatz (03/2019)
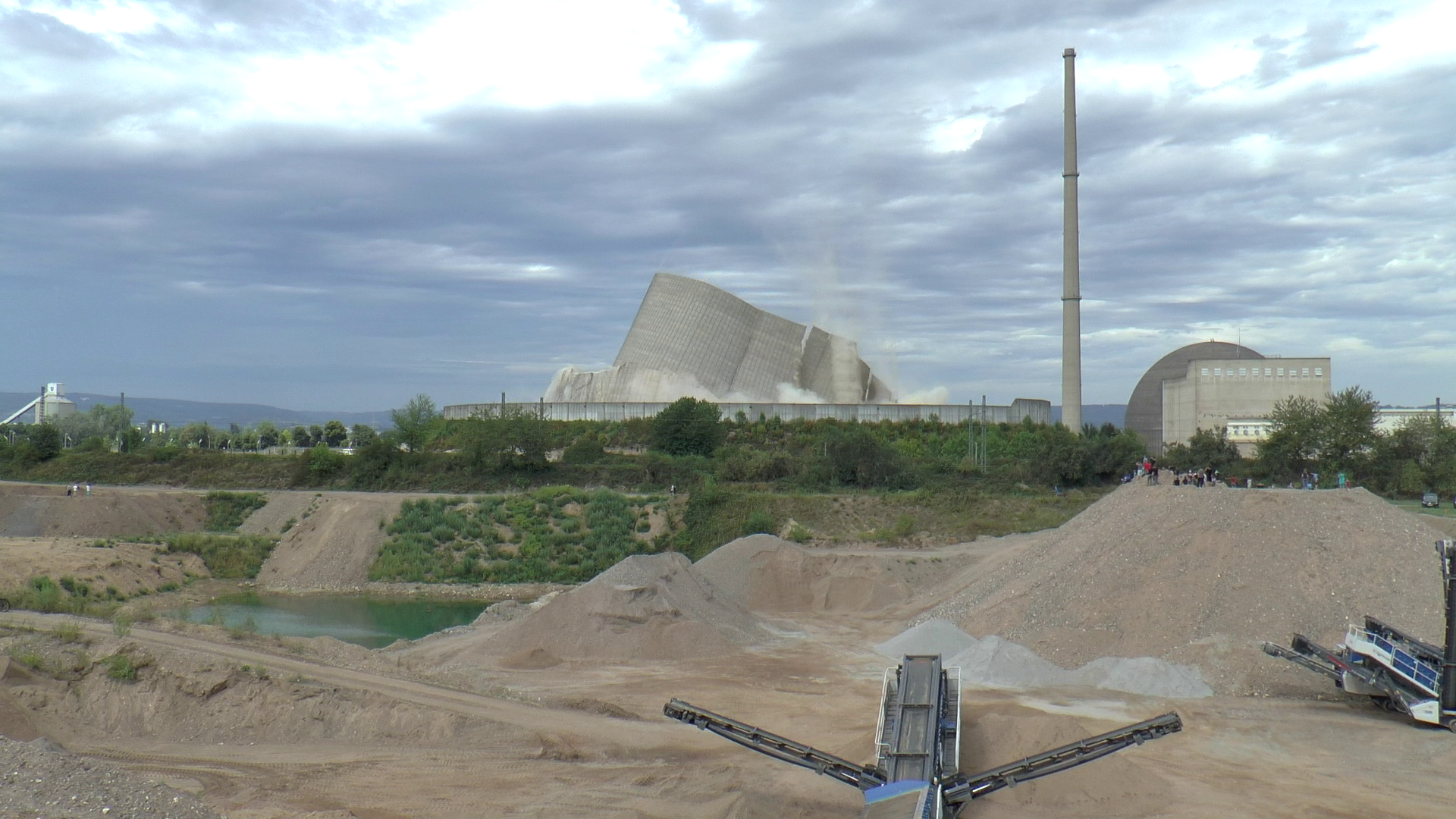
Kontrollierter Einsturz des verbleibenden Kühlturms (08/2019)
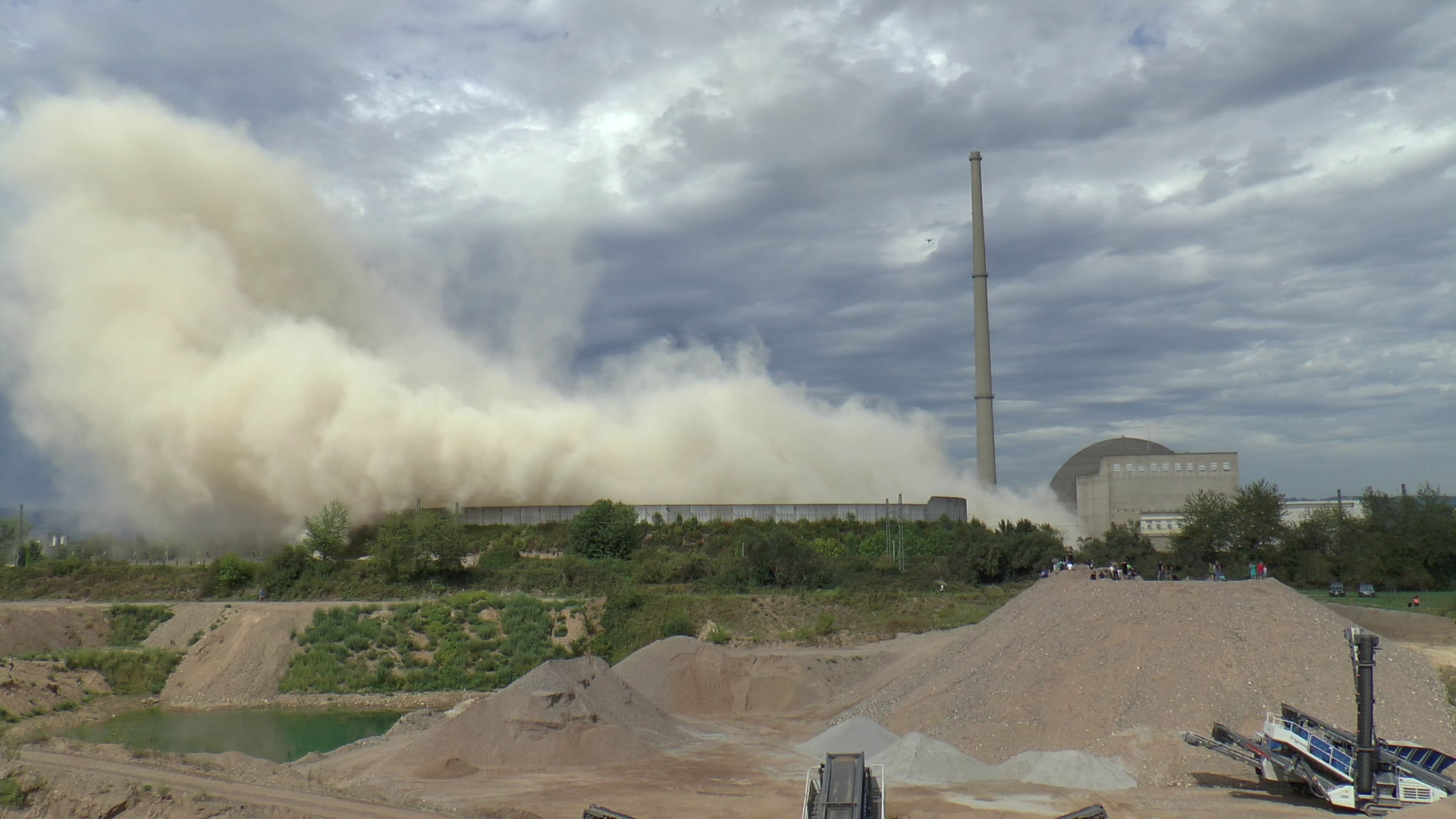
Staubwolke nach Einsturz des Kühlturms.